# Błotno (województwo lubuskie)
Błotno (do 1945 r. niem. Brenkenhofsbruch) – wieś w Polsce położona w województwie lubuskim, w powiecie strzelecko-drezdeneckim, w gminie Zwierzyn.
W latach 1975–1998 miejscowość administracyjnie należała do województwa gorzowskiego.
Według danych z 2011 roku miejscowość zamieszkiwało 139 osób.
W 2015 Pracownia Badań Historycznych i Archeologicznych Pomost przeprowadziła tam ekshumację kilkudziesięciu Niemców, zamordowanych 25 lutego 1945 przez Armię Czerwoną. Zbiorowa egzekucja mężczyzn i kobiet, cywilnych mieszkańców wsi była aktem zemsty za dokonany przez nieznanych żołnierzy Wehrmachtu tego samego dnia zamach na trzech czerwonoarmistach, w tym majora. Znaleziono ciała łącznie 48 zabitych, w dwóch zbiorowych grobach. Relacje wskazują, że liczba ofiar mogła przekroczyć 70. Dzięki wstawiennictwu polskiego robotnika przymusowego Czesława Stolarek u rosyjskiego oficera, odstąpiono od egzekucji w stosunku do części kobiet, które miały przy sobie wówczas dzieci. Uratowani od śmierci, zmuszeni zostali do patrzenia na egzekucję przez rozstrzelanie pozostałej ludności, często ich rodzin i bliskich.
16 października 2015 r. odbył się uroczysty pogrzeb na Niemieckim Cmentarzu Wojennym w Starym Czarnowie, pow. gryfiński, gdzie pochowano m.in. szczątki zamordowanych w 1945 r. mieszkańców Błotna (Brenkenhofsbruch). W uroczystościach pogrzebowych uczestniczyło ok. 200 osób z Polski i Niemiec.